# كريستينا بيتس
كريستينا بيتس (بالإنجليزية: Kristina Bates)‏ هي لاعب هوكي الحقل أسترالية، ولدت في 9 يناير 1996 في Port Melbourne ‏ في أستراليا.